# Polana clarita
Polana clarita är en insektsart som beskrevs av Delong och Wolda 1982. Polana clarita ingår i släktet Polana och familjen dvärgstritar. Inga underarter finns listade i Catalogue of Life.